# Biafra
Biafra (hivatalos nevén Biafrai Köztársaság) szakadár állam volt 1967 májusa és 1970 januárja között Nigéria délkeleti részén. Megalakulását etnikai színezetű konfliktusok előzték meg. Lakosságának legnagyobb részét a keresztény igbók tették ki, a fővárosa az állam fennállásának legnagyobb részében Enugu volt. A függetlenség Odumegwu Ojukwu általi  kikiáltása (1967. május 30.) véres háborút eredményezett Nigéria és a szakadár állam között. Kezdetben Biafra katonái voltak sikeresek, de nem sokkal a háború kipattanása után a számbeli fölényben lévő nigériai katonák dominanciája vált egyértelművé. Az utóbbiak több irányból is haladtak a kivált állam belseje felé, amely 1968-ra elveszítette tengeri kikötőit, s végül az utolsó biafrai erők 1970. január 15-én adták meg magukat. A harcoktól és következményeitől meghaltak száma forrásoktól függően változik, legtöbben 500 000 és 3 000 000 közötti számot adnak meg.